# Daša Drndić
Daša Drndić (Zágráb, 1946. augusztus 10. – Fiume, 2018. június 5.) horvát író. Angol nyelvet és irodalmat tanult a Belgrádi Egyetemen.

## Élete
Drndić 1947-ben született a jugoszláviai Zágrábban, középosztálybeli családban. Apja, egykori partizán, diplomataként dolgozott Egyiptomban, Szudánban és Svédországban, anyja pedig pszichiáterként dolgozott. Drndić Horvátországban és Szerbiában is nevelkedett, apja végül Belgrádba költöztette a családot.
A Belgrádi Egyetemen Drndić filológiát tanult, majd az Egyesült Államokban, a Southern Illinois University-n szerzett mesterdiplomát színház és kommunikáció szakon, amelyet Fulbright-ösztöndíj segítségével végzett el, majd a Case Western Reserve University-n tanult. Az 1990-es évek elején Belgrádból Rijekába költözött, és a Rijekai Egyetemen doktorált, ahol később tanított. Sok éven át dolgozott a Belgrádi Rádió drámaosztályán, ez idő alatt számos rádiójátékot írt és készített. Emellett a könyvkiadásban is dolgozott. 2017-ben aláírta a horvátok, szerbek, bosnyákok és montenegróiak közös nyelvéről szóló nyilatkozatot. 2017-ben a horvátok, szerbek, bosnyákok és montenegróiak közös nyelvéről szóló nyilatkozatot.

## Halála
Drndić 2018. június 5-én halt meg 71 éves korában Rijekában, a rákkal folytatott kétéves küzdelem után.

## Művei

### Próza
- Put do subote, 1982.
- Kamen s neba, 1984.
- Marija Częstohowska još uvijek roni suze ili Umiranje u Torontu, 1997.
- Canzone di guerra, 1998.
- Totenwande, 2000.
- Doppelgänger, 2002.[8]
- Leica format, 2003.
- Sonnenschein, 2007.
- April u Berlinu, 2009.
- Belladonna, 2012.[9]
- EEG, 2016.[5][10]

### Rádiódrámák
- Pupi
- Artur i Isabella
- Izgubljeni u obećanoj zemlji
- Crkva u Hrvatskoj
- Djeca našeg doba
- O poljskim Židovima
- Subota
- Begonije
- Mate Balota
- Bića noći (gyermekrádióműsor Vojislav Donićcsal)
- Mali dani
- Zov jarebica (dokumentum Vladimir Gortan(wd) peréről[11])
- Zemljo moja (dokumentarna, sudionica Prix Italia 1980.)
- Istarska početnica (dokumentarna)
- Sa starih fotografija
- I djeca umiru
- U ime oca
- Bolnica (dokumentarna)
- Izgubljeni i nađeni (dokumentarna)
- Ćuprija na Drini (dokumentum Zoran Popović közreműködésével)
- Muževi Lile Weiss, a Horvát Rádió III. műsora, 2005.
- Oh, Happy Day, rádiójáték, adás a III. a HRT programja, 2007. március 19.[12]

### Magyarul megjelent
- Sonnenschein. Dokumentumregény (Sonnenschein) – Kalligram, Pozsony, 2010· ISBN 9788081012907 · Fordította: Radics Viktória
- Leica formátum (Leica format) – Nyitott Könyvműhely, Budapest, 2010 (Bóra könyvek) · ISBN 9789633100448 · Fordította: Radics Viktória
- Április Berlinben (April u Berlinu) – Kalligram, Pozsony, 2014· ISBN 9788081017575 · Fordította: Radics Viktória

## Fordítás
- Ez a szócikk részben vagy egészben  a   Daša Drndić című angol Wikipédia-szócikk fordításán alapul.  Az eredeti cikk szerkesztőit annak laptörténete sorolja fel. Ez a jelzés csupán a megfogalmazás eredetét és a szerzői jogokat jelzi, nem szolgál a cikkben szereplő információk forrásmegjelöléseként.